# Misinformace
Misinformace je informace, která je nepravdivá, ale není vytvořena úmyslně se záměrem způsobit škodu či ke lhaní. Tím se liší od dezinformace, se kterou bývá zaměňována, což je také nepravdivá informace, která je ale šířena s vědomím, že se jedná o nepravdivý obsah a se záměrem uškodit nebo ovlivnit náš úsudek. Dalším podobným termínem je malinformace, což je oproti předchozím termínům pravdivá informace, která je šířena se záměrem někoho poškodit (stejně jako dezinformace).

## Charakteristika misinformace a její důsledky
Misinformace často vznikají z dezinformací, kterým někdo uvěřil a šíří je dál. Může jít ale také o překlepy, které změní znění informace, jako například desetinné čárky u finančních částek nebo překlep ve jméně. Ačkoliv se jedná o neutrální jev, podle Ministerstva vnitra „mohou misinformace v případech, kdy jsou šířeny ve velkém rozsahu a bez náležité opravy, vést ke stejnému výsledku, jako dezinformace – tedy k přijetí rozhodnutí nebo osvojení názorů na základě nepravdivých informací.“ Typickým rysem misinformace je oprava původní chybné informace po jejím zveřejnění.

## Ověřování misinformací

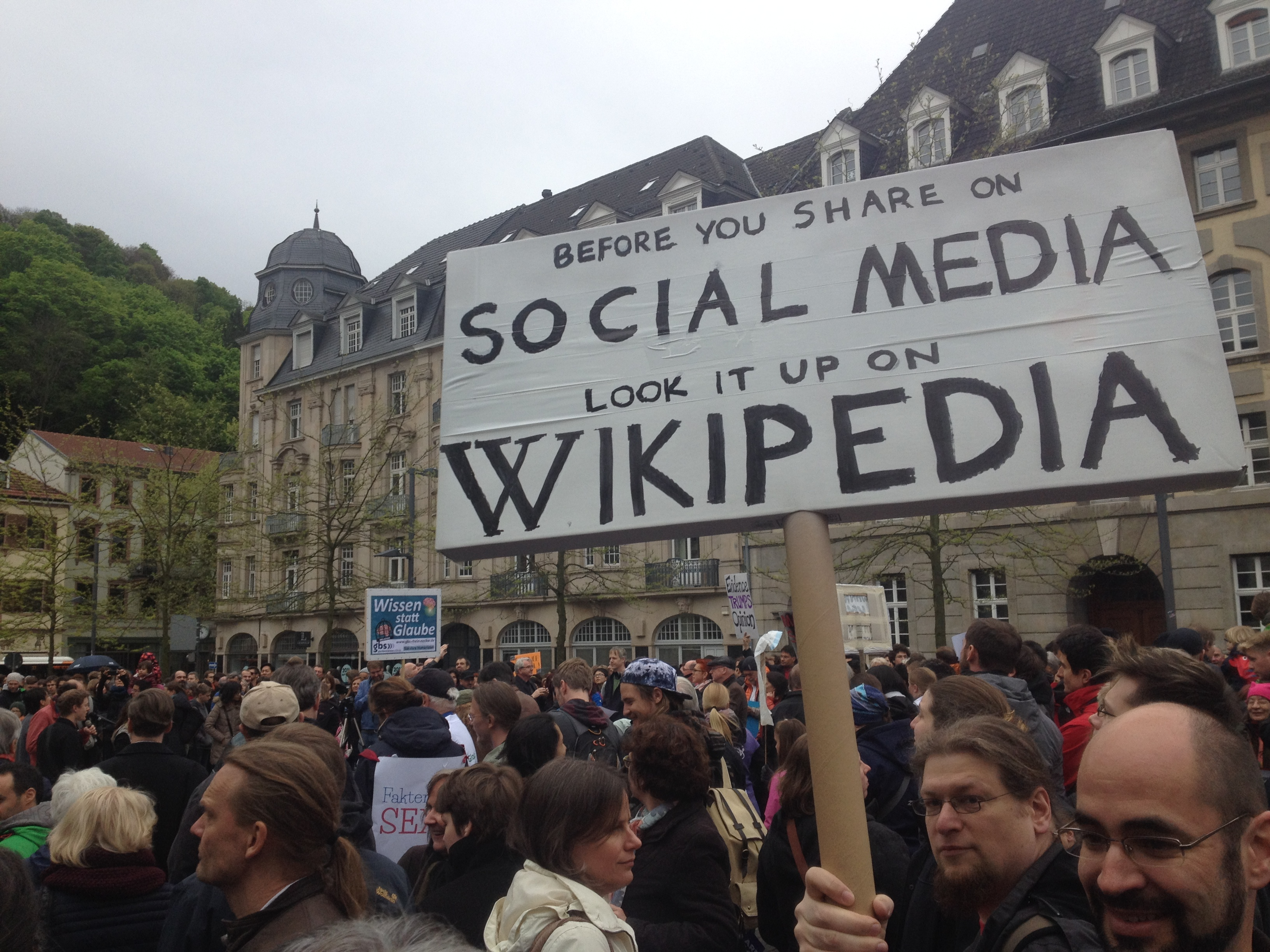

Misinformace se šíří mimo jiné proto, že lidé si často neověří informace, které sdílejí. Základem je proto si získané informace ověřit. V dnešní době existuje velké množství zdrojů, které jsou snadno dostupné, proto je jednoduché si informace ověřit.
Centrum prevence rizikové virtuální komunikace z Univerzity Palackého v Olomouci vydalo příručku se sedmi body, ve kterých doporučují zkontrolovat si kdo je autorem článku a pokud je autor uvádí, tak i zdroje které použil nebo posoudit získané informace s jiným zdrojem. Dále doporučují článek přečíst celý, předtím než ho sdílíme dál - tedy nepřeposílat ho jen na základě titulku, který má za cíl upoutat naši pozornost a nemusí vystihovat obsah celého článku.
Vigdermanová ve svém článku doporučuje nedůvěřovat lidem jenom proto, že tvrdí, že jsou novináři. Vysvětluje, že jedním ze znaků, jak poznat profesionálního novináře od toho neprofesionálního, jsou anonymní zdroje. Profesionální novináři využívají anonymní zdroje jen když to je nezbytné a informace poskytnuté anonymním zdrojem opírají o další důkazy. Doporučuje tedy článku, který má většinu zdrojů anonymních a je bez dalších potvrzujících důkazů nedůvěřovat.
Centrum prevence rizikové virtuální komunikace i Vigdermanová doporučují si také ověřovat videa a obrázky. V dnešní době je snadné vytvořit obrázky a videa pomocí umělé inteligence, nebo můžou být vytržené z kontextu. Je proto důležité ověřit si, že se jedná o relevantní obrázky a videa, a že nejsou vytvořená umělou inteligencí, nebo se nejedná o tzv. deepfake videa.